# Edson Barboza
Edson Mendes Barboza Júnior, född 21 januari 1986 i Nova Friburgo, är en brasilianskamerikansk MMA-utövare som sedan 2010 tävlar i organisationen Ultimate Fighting Championship.